# 爱的初告白 (歌曲)
〈愛的初告白〉（英語："...Baby One More Time"）是美國歌手布蘭妮·斯皮爾斯的出道单曲，收錄在歌曲同名專輯（1999年）。歌曲由马克斯·马丁創作，並由马丁拉米製作。歌曲於1998年9月28日由Jive唱片發行，其後成為全球熱門歌曲，登上英國等至少22個國家的單曲榜冠軍，並獲英国唱片业协会認證為三白金唱片，以及成為當地1999年最高銷量的單曲。〈愛的初告白〉是史上最高銷量的單曲之一，售出超過1,000萬張。
歌曲的音樂錄影帶由尼傑爾·迪克執導拍攝，講述斯皮爾斯作為一名高中生的故事，以她在學校周圍唱歌跳舞開始，並同時從遠處看著她的戀愛對象。2010年，在Jam!舉行的一項民意調查中，〈愛的初告白〉的音樂錄影帶被票選為流行音樂史上第三大最具影響力的宣傳作品。2011年，歌曲的音樂錄影帶被《Billboard》票選為1990年代的最佳音樂錄影帶。歌曲亦收錄在她的所有精選輯以及其他合輯中。2020年，《滾石》將〈愛的初告白〉評為史上最佳出道單曲。2021年，歌曲獲排在《滾石》五百大歌曲列表的第205位。
斯皮爾斯在多場現場表演和所有個人巡迴演唱會上表演過〈愛的初告白〉。歌曲獲得《第42屆葛萊美獎》（2000年）的最佳流行女歌手提名，並獲排名在《Blender》、《滾石雜誌》和VH1的最佳歌曲列表。歌曲亦被認為重新定義1990年代後期音樂的聲音。斯皮爾斯亦表示〈愛的初告白〉是自己音樂生涯中其中一首最喜愛的歌曲。這也是英国广播公司1990年代的音樂節目《Top of the Pops》最後一首播放的歌曲。

## 背景
1997年6月，斯皮爾斯與經紀人婁·珀爾曼商談加入女子流行團體Innosense。林恩·斯皮爾斯徵求朋友兼娛樂業律師拉里·鲁道夫的意見，並提交了一張斯皮爾斯演唱惠特妮·休斯顿的卡啦OK歌曲錄影帶和幾張照片。鲁道夫決定為她推銷給唱片公司，因此她需要專業的樣本唱片。他給了斯皮爾斯一首唐妮·布蕾斯顿的棄曲；她練習一週後便與音訊工程師在錄音室錄製聲樂。斯皮爾斯帶著樣本唱片前往紐約，會見了四家唱片公司的高管，並於同一天返回肯特伍德。其中三間唱片公司拒絕了她，認為聽眾需要的是像后街男孩和辣妹合唱團般的流行團體，並認為「不會再出現新的麥當娜、新的黛比·吉布森或新的提芬妮」。兩週後，Jive唱片的高層致電鲁道夫。A&R的高級副總裁傑夫·芬斯特談到斯皮爾斯的試唱時說：「很少聽到那個年齡的人能夠傳達出情感的內容和商業上的吸引力（...）對任何歌手來說，動機－『老虎的目光』－是極其重要。而布蘭妮則擁有它」。他們委任她與製作人埃里克·福斯特·懷特工作一個月，而懷特則將斯皮爾斯的聲音從「低沉又較不流行」的聲音演譯風格轉為「與眾不同而絕不會被錯認的布蘭妮。聽過錄製素材後，總裁克萊夫·卡爾德要求製作一張完整專輯。斯皮爾斯原本預想製作「更年輕而成人當代的雪瑞兒·可洛風格音樂」，但也滿意公司所起用的製作人，因為「往流行靠攏更為合理，因為我能夠跟著跳舞－那更像我」。
我已經在錄音室裡聽了約六個月的錄製素材，但我還沒有聽到真正的熱門歌曲。當我開始在瑞典與馬克斯·馬丁合作時，他為我播放〈愛的初告白〉的樣本，我從一開始就知道它就是你會想不斷再聽的歌曲。那感覺很好。我走進錄音室，以我的風格去做，嘗試投入比樣本多一點態度。十天間，我甚至沒有見過瑞典（的景色）。我們太忙了。——斯皮爾斯，與查克·泰勒之間的對話，《Billboard》
芬斯特要求製作人马克斯·马丁到紐約與斯皮爾斯見面，之後他回到瑞典與長期合作者丹尼斯·波普一起為她寫了幾首歌。期間由於波普病倒，因此马丁找來拉米·雅各布幫忙。當準備好六首歌曲後，斯皮爾斯便飛到瑞典斯德哥爾摩的謝龍錄音室，並在1998年5月錄製好半張專輯的素材，馬丁、波普和雅各布為主要製作人。由於波普的病情嚴重，以致他未能參與任何錄製會議，因此從未與斯皮爾斯見面。而馬丁則代替他成為代理製作人。
馬丁向斯皮爾斯和她的經紀公司播放一首名為〈愛的初告白〉的歌曲，原先是為美國男子團體後街男孩和節奏藍調團體TLC而寫，但他們均拒絕採用歌曲。公司認為可以把歌曲交給英國團體Five，但他們同樣沒有採用。斯皮爾斯後來說，她聽到這首歌時感到很興奮，並且知道這將成為熱門作品。Jive的A&R史蒂夫·倫特回憶說：「我們Jive的人說『這是他媽的大熱（歌曲）』」，但其他高層擔心「Hit Me」的歌詞會讓人聯想家庭暴力。歌曲的英文原名其後從〈Hit Me Baby One More Time〉改成〈...Baby One More Time〉。
斯皮爾斯於1998年5月在謝龍錄音室為歌曲錄製聲樂。她錄音前夜聽著軟細胞合唱團的〈Tainted Love〉，以獲得自己想要的吼聲：「我想自己的聲音能夠這樣沉穩」。斯皮爾斯表示自己「在錄音室（錄製歌曲）的第一天並不順利，我太過緊張了。所以我在晚上出去找些樂子。第二天我便完全放鬆下來，並成功做好。你要很放鬆才能唱到〈愛的初告白〉」。歌曲由馬丁和雅各布製作，並由馬丁在謝龍錄音室混音。托馬斯·林德伯格在歌曲彈奏結他，而約翰·卡爾伯格則彈奏電貝斯。歌曲的和聲由斯皮爾斯、馬丁，和娜娜·赫丁提供。丹尼斯·帕普雖然未有參與任何錄製和混音，但亦獲標註為製作人。斯皮爾斯亦錄製一首名為〈秋日告別〉的歌曲，歌曲由埃里克·福斯特·懷特創作兼製作，並作為B面歌曲收錄在〈愛的初告白〉的單曲。〈秋日告別〉於1998年在新泽西州東4MW錄音室錄製。
〈愛的初告白〉於1998年10月23日由Jive發行，作為斯皮爾斯的出道單曲，而她當時只有16歲。斯皮爾斯表示〈愛的初告白〉是她音樂生涯其中一首最喜愛的歌曲，其他提到的歌曲包括〈中你的毒〉和〈當愛已遠去〉。

## 音樂與歌詞
〈爱的初告白〉是一首青少年流行和流行舞曲風格的歌曲，全長3分30秒。歌曲以C小調的調和
拍的拍子記號創作，每分鐘達93拍。斯皮爾斯的音域從最低的E♭3到最高的C5，橫跨了一個八度。歌曲以鋼琴低音區的三音符動機開始，這種手法獲與〈We Will Rock You〉（1977年）〈Start Me Up〉（1981年）、〈These Words〉（2004年），以及1975年的電影《大白鯊》主題曲作比較，原因為歌曲「在一秒間便能讓人知道它的存在」。根據《Blender》雜誌的形容，〈爱的初告白〉以「結他的哇哇聲和機械心电图般的電貝斯擊勾聲組成」。
《女孩文化：研究女孩文化：讀者指南》（2008年）的作者克勞迪婭·米切爾和杰奎琳·里德-沃爾什指歌曲的歌詞「展現出（斯皮爾斯）希望前男友回來的渴望」。斯皮爾斯說「〈爱的初告白〉是一首『每個女孩都能共鳴的歌詞。她感到後悔。她想他回來』」。然而歌詞在美國引起爭議，因為當中的詞句「Hit me baby one more time」被認為具有虐戀的含義。斯皮爾斯對此表示：「（那詞句）不是真的指打我。（...）那只是純粹地指給我一個訊號。我覺得有點好笑，居然真的會有人這樣想」。音樂記者約翰‧西布魯克說：「大家都認為這是對家庭暴力之類的某種奇怪的暗示。但實際上，瑞典人使用英語的方式並不完全正確。他們真正想說的是，『再打一次電話給我』之類的。但那時，馬克斯的英語不是很好。所以在英語聽起來有點奇怪」。

## 專業評價
《1990年代》（2003年）的馬克·奧克斯比指歌曲「雖然被部分樂評家嘲笑愚蠢，但吸引了聆聽辣妹合唱團音樂的同一類聽眾，即是年輕和未成年的青少年」。衛星音樂網的阿曼達·默里表示：「（〈爱的初告白〉）的創作精良、編曲緊湊，即使斯皮爾斯的聲樂存在限制，仍足以直往眾所周知的流行命脈」。她亦同時指歌曲為流行歌曲流派的亮點，並補充說：「幾乎可以肯定，〈爱的初告白〉將作為流行音樂的基石之一被人們長期銘記，而作為90年代後期流行音樂復興的原型，它也是強勁的領先者」。在美国在线電台薩拉·安德森排名的列表中，〈爱的初告白〉被排在斯皮爾斯的第6佳歌曲。她指斯皮爾斯「以某種方式讓女學生裝束和粉紅絨球髮帶再次流行起來，每個少女在接下來的幾年都這樣穿」。
《告示牌》的拉里·弗里克表示：「由著名的歐洲流行製作人馬克斯·馬丁和埃里克·福斯特製作，〈爱的初告白〉響著隱約的人造放克節拍和超級閃亮的合成器聲音。斯皮爾斯擁有丘比特娃娃般的迷人嗓音，當中深情的特質吸引著聽眾，使他們想知道她會隨著時間和經歷去到哪裡」。《娱乐周刊》的貝絲·約翰遜稱歌曲為「帶有放克猛擊的糖果流行曲」，AllMusic的史蒂芬·托馬斯·艾爾維恩也形容歌曲「精巧」，而《Blender》的布萊恩·拉夫特里則稱歌曲為「一首旋律完美、構思靈巧的流行樂曲。（...）在那個時候，青少年流行仍然是屬於男孩的俱樂部，但當男孩柔聲低唱迷戀對象時，斯皮爾斯已經在準備過夜派對」。2009年，《滾石》的喬迪·羅森稱歌曲「過去十多年來電台播放的最佳流行歌曲之一」。《新音乐快递》認為〈爱的初告白〉「極其優秀」，並表示：「這是一首完全實現布賴恩·威爾遜所寫過的任何事物的青少年慾望交響曲－一首真正宏大的流行歌曲，憑藉著演唱風格純粹的狂熱誠摯，以蓋過任何洛麗塔戀童癖的持續暗湧」。〈爱的初告白〉贏得青少年选择奖的「年度單曲獎」以及MTV歐洲音樂大獎的「最佳歌曲獎」。

## 商業成績

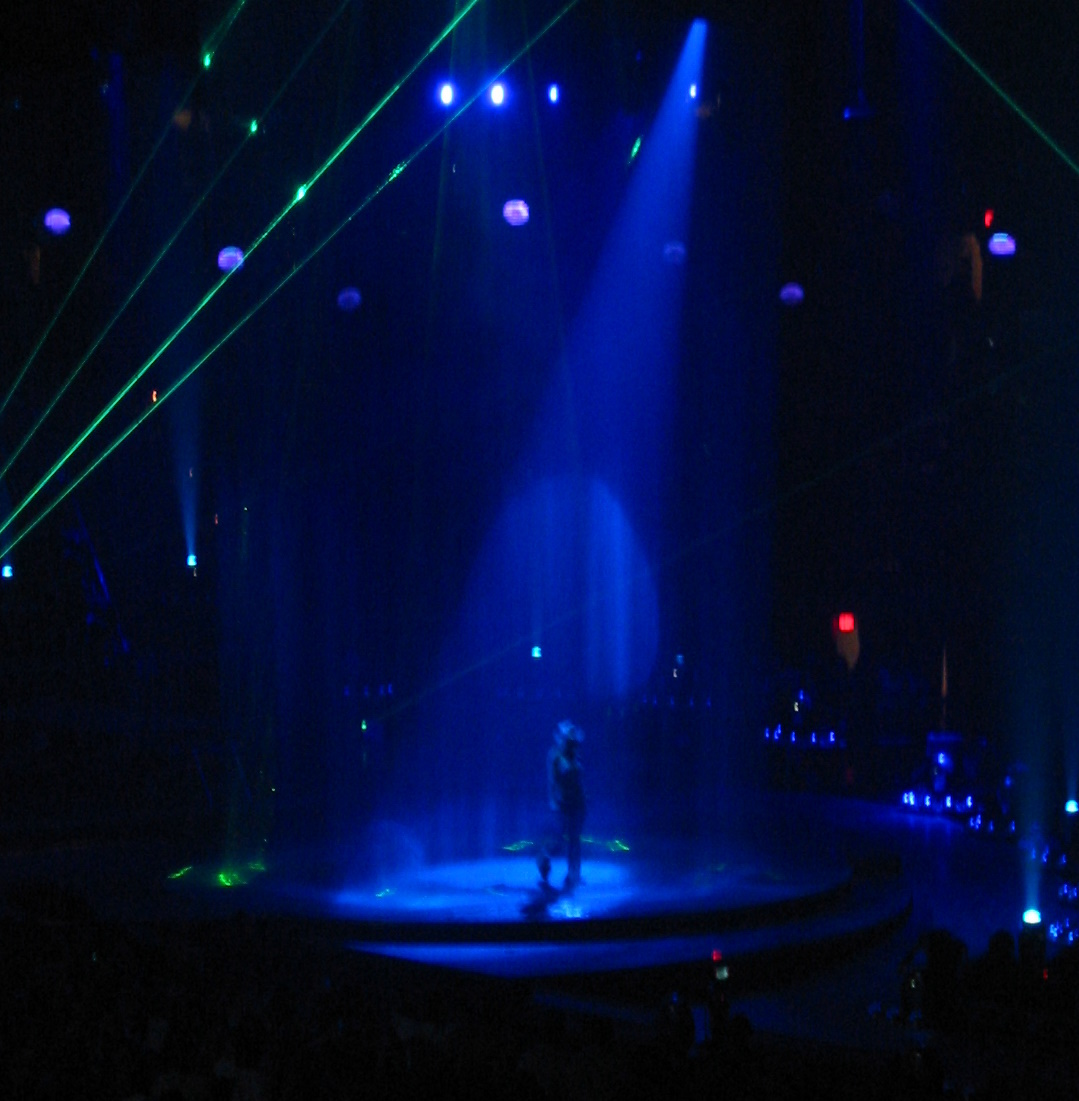
斯皮爾斯在2001年的「梦中梦巡回演唱会」安哥環節上，在水簾間演唱〈愛的初告白〉

〈愛的初告白〉在1998年9月28日正式派往當代流行和當代節奏電台發行。在1998年11月21日當週，歌曲空降美國《Billboard》Hot 100榜第17位，並在兩個半月後獲得兩週榜軍，取代節奏藍調歌手布兰蒂的〈Have You Ever?〉。歌曲亦連續四週獲得Hot 100 Singles Sales榜的冠軍。歌曲其後獲美國唱片業協會認證為白金唱片。歌曲的電台表現雖然不如銷量亮眼，但最高亦登上Hot 100 Airplay榜第8位，成為她第一首打進該榜前10位的歌曲。歌曲亦在Top 40 radio榜獲得全面的成功，包括打進Top 40 Tracks榜和Rhythmic Top 40榜前10位，並獲得Mainstream Top 40榜五週冠軍。歌曲在Hot100榜上總共逗留了32週，並登上《Billboard》年榜第5位。截至2012年6月，〈愛的初告白〉一共在美國售出141.2萬張實體單曲，以及51.1萬首付費下載量。這也是斯皮爾斯在當地最暢銷的實體單曲。歌曲亦最高登上加拿大单曲榜的冠軍。〈愛的初告白〉發行後空降澳洲單曲榜第20位，在一個月後登上榜單冠軍，並連續九週高據冠軍位置。歌曲成為澳洲年度銷量亞軍單曲，僅次於盧·貝加的〈Mambo #5〉，並獲澳大利亚唱片业协会認證為三白金唱片，代表售出超過21萬張。在紐西蘭，歌曲獲得非連續的四週冠軍，並獲紐西兰唱片音乐协会認證為白金唱片。
歌曲發行後亦登上多個主流國家單曲榜冠軍。〈愛的初告白〉連續兩週獲得法國單曲榜冠軍，並獲法國唱片出版業公會認證為白金唱片，代表售出超過50萬張銷量。歌曲亦獲得GfK娱乐榜单連續六週冠軍，並售出超過75萬張，獲聯邦音樂產業協會認證為三金唱片。根據Jive唱片的數據，〈愛的初告白〉在英國三日間便已售出超過25萬張銷量。〈愛的初告白〉的首週銷量高達46萬張，讓斯皮爾斯打破當地的女性歌手首週銷量紀錄。歌曲亦在2019年11月8日獲英国唱片业协会認證為三白金唱片。單曲在1999年售出144.5萬張銷量，成為年度最暢銷單曲以及1990年代第八暢銷單曲。截至2018年，歌曲已經成為英國史上第33暢銷單曲。〈愛的初告白〉也成為當地第五暢銷的女性歌手單曲，僅排在雪兒的〈相信〉、惠特妮·休斯顿的〈我将永远爱你〉、愛黛兒的〈如你〉，以及席琳·狄翁的〈我心永恒〉之後。〈愛的初告白〉是史上最暢銷的單曲之一，在全球售出超過1,000萬張銷量。截至2020年5月，〈愛的初告白〉在美國的串流播放量已突破2.85億次。

## 音樂錄影帶

### 背景
歌曲的音樂錄影帶由尼傑爾·迪克執導拍攝。獲選中合作後，迪克曾在大學收到對於他希望與斯皮爾斯合作的批評。他回應說：「這是一首好歌。我對布蘭妮一無所知。我從沒看過《米老鼠俱樂部》。她看起來像個很棒的孩子，而且非常熱情，但我就是喜歡這首歌。這只是一首好歌」。錄影帶最初的設定與成品非常不同。錄影帶原先計劃以類似卡通般的場景拍攝，以吸引年齡更小的兒童觀眾。斯皮爾斯對此並不滿意，並爭論希望自己的錄影帶能夠反映歌迷的生活，以及希望將錄影帶設定在學校拍攝。斯皮爾斯向迪克提出了自己的想法，並解釋說希望錄影帶中有舞蹈場面。錄影帶的原先設定被作廢，並改為使用斯皮爾斯的提議。迪克最初選擇以T恤和牛仔褲作為戲服，然而斯皮爾斯在試穿期間要求換成女學生裝束。迪克說：「錄影帶的所有戲服都來自Kmart，而我在那個時候被告知沒有一件錄影帶戲服的價格超過17元。在那個層面上，這是真實的。現在回想起來，這大概就是當中的魅力之一」。把襯衫繫結是斯皮爾斯的主意，她回憶說：「這套衣服看起來有點傻，所以我在想：『讓我們把襯衫繫起來，變得可愛吧』」。關於拍攝自己第一部音樂錄影帶的經歷，斯皮爾斯說：「那是一次美妙的經歷。這裡所有人都在為你工作。我有自己的預告片。這是一次奇妙的經歷」。歌曲的音樂錄影帶在1998年8月7日和8日拍攝，並在拍攝1978年電影《油脂》的威尼斯高級中學取景。錄影帶在1998年11月26日於MTV和其他電視頻道首播。

### 情節

斯皮爾斯在歌曲的音樂錄影帶中身穿女學生裝束

錄影帶以斯皮爾斯在高中課堂感到無聊作開始。斯皮爾斯的助理費莉西亞·庫洛塔飾演她的老師。當下課鐘聲響起後，斯皮爾斯跑到走廊並跳起精心設計的舞蹈。斯皮爾斯其後在戶外出現，穿著粉紅色運動服並坐在車上。在返回到室內之前，她和其他幾個學生一起做了一些體操動作。其後她坐在體育館的看台上看籃球比賽，並在體育館裡跳舞。斯皮爾斯的戀愛對象坐在她的附近，而這個角色則由她現實生活中的堂兄查德飾演。

### 反響
女學生裝被認為是斯皮爾斯最具標誌性的造型之一，也是流行文化的標誌之一。這套戲服在内华达州拉斯維加斯的塞米諾爾硬石賭場飯店作展出。這套服裝在家長協會引起爭議，原因為讓一個16歲的少女露出腹部。面對這些爭議，斯皮爾斯表示：「我露出自己的腹部？我來自南部，不穿運動胸罩去舞蹈課就是愚蠢的，你會渾身被汗水溼透」。斯皮爾斯在1999年憑著〈爱的初告白〉的錄影帶首次獲得MTV音樂錄影帶大獎的三個獎項提名，包括「最佳流行音樂錄影帶」、「最佳編舞音樂錄影帶」，以及「最佳女歌手音樂錄影帶」。在VH1於2001年排名的列表中，它被列為史上最佳錄影帶的第90位。這是斯皮爾斯首部在MTV電視節目《互動全方位》播映的錄影帶，節目在全數播映完結前一共播映了她14部音樂錄影帶。在2008年11月16日播映的三小時節目完結特輯中，〈爱的初告白〉的錄影帶被評為節目有史以來最具標誌性的音樂錄影帶第1位，並在節目的最後再次播映。衛斯理·楊在發表於《n+1》的文章《盒子裡面》中，將歌曲的錄影帶與布萊尼之狐樂團〈Girlschool〉的音樂錄影帶作比較，因為它們都以「滿教室的天主教女學生都不理嚴厲的老師，隨著節拍搖擺不定」作特色。（...）但一部是剝削女性的差勁金屬樂隊的性別歧視錄影帶。布蘭妮·斯皮爾斯則是另一回事－「文化上的轉折點」。這部音樂錄影帶亦獲斯皮爾斯2009年的單曲〈如果你找到Amy〉錄影帶引用。當她穿成家庭主婦的樣子走出大屋時，她的女兒穿著類似的女學生裝，並在頭髮上繫著粉色絲帶。2011年9月29日，這部錄影帶在美国在线評選的十大最具爭議的流行音樂錄影帶中排在第4位。《滾石》在排名史上百大最偉大音樂錄影帶列表中，將〈爱的初告白〉的錄影帶列為第30位。

## 現場表演

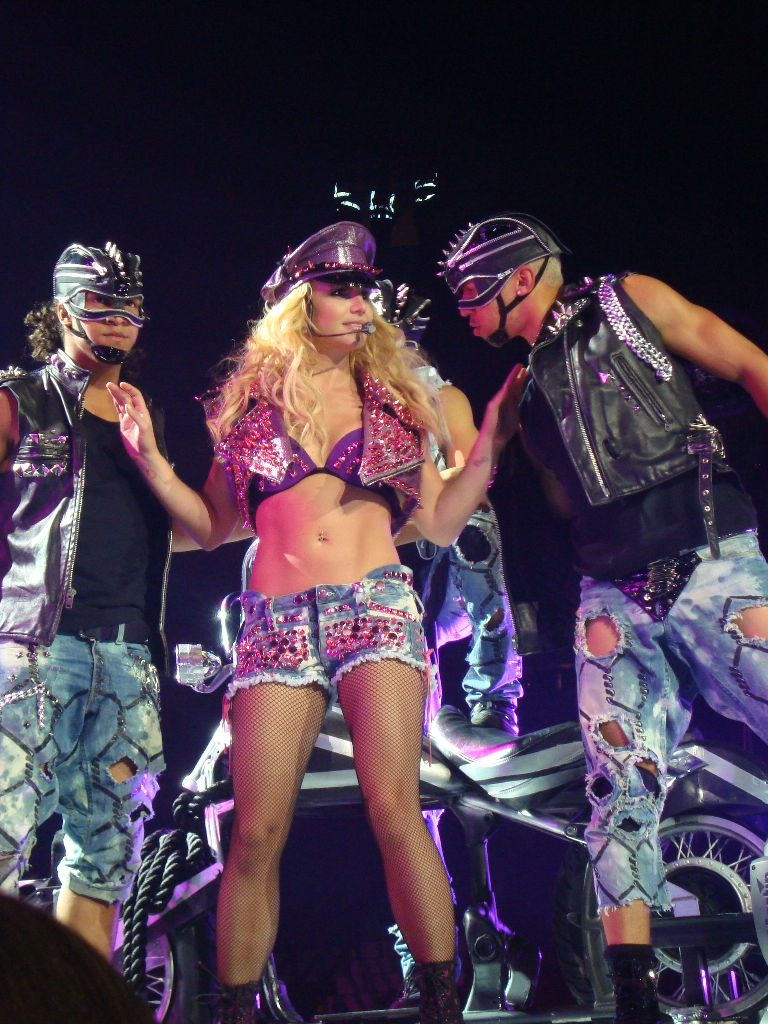
斯皮爾斯與舞者在2011年的「蛇蠍美人巡迴演唱會」上表演〈愛的初告白〉

斯皮爾斯於1998年5月6日的「新加坡爵士音樂節」首次現場表演歌曲。她亦在同日首次表演〈有時候〉和〈你擁有一切〉。她亦在多個場合上表演〈愛的初告白〉。1999年7月6日，她在「99胡士托音樂節」的演出期間演唱了歌曲。《纽约时报》的尼爾·史特勞斯指「所有背景音樂都在帶裡，當中大部分聲樂都已經預先錄製，而斯皮爾斯小姐只是加重副歌特定詞組，以及偶爾演唱部分段落」。斯皮爾斯亦在《1999年MTV音樂錄影帶大獎》上表演歌曲，表演在課堂的點名開始，然後她便來到台上開始表演歌曲。途中賈斯汀·提姆布萊克和超級男孩其他成員也加入表演的伴舞陣容。組合其後也演唱了他們的歌曲〈Tearin' Up My Heart〉。在《1999年MTV歐洲音樂大獎》上，斯皮爾斯表演了〈愛的初告白〉和〈你让我疯狂〉，並在1999年《《Billboard》音樂獎》、1999年《Smash Hits投票獲勝者派對》、《Top of the Pops》聖誕節特集以及1999年除夕夜的「格林尼治千禧演唱會」上表演〈愛的初告白〉。她亦在《2000 Today》上與廣播員大衛·丁布林比以及邁克爾·布伯克共同表演歌曲。在《第42屆葛萊美獎》上，她演唱了〈伤心布兰妮〉和〈愛的初告白〉。表演開始時，斯皮爾斯身穿高領毛衣和全薄紗裙，而舞者則手持巨大的扇子圍在她身邊。在唱完〈伤心布兰妮〉的精簡版後，她便花了一些時間換上了一件合身而側面鏤空的紅色水鑽套裝，然後走上舞台表演〈愛的初告白〉。斯皮爾斯這場表演被批評假唱。2003年，她在演唱會特輯《布蘭妮·斯皮爾斯：流行禁區》上演唱了歌曲的重混版，而演唱會則在2003年11月17日由美国广播公司播映。2003年9月4日，她在国家广场的「2003年國家美式足球聯盟踢開球現場」上演唱了歌曲和〈愛情奴隸〉（2001年）的混合曲，表演亦施放煙火。她留著齊肩的金發，身著黑色足球褲、裁判式黑白露背上衣和銳步靴子。她的衣服後來被拍賣，以資助布蘭妮·斯皮爾斯基金會。
自發行以來，斯皮爾斯在多個巡迴演唱會上演唱過〈愛的初告白〉。斯皮爾斯在「愛的初告白巡迴演唱會」的安哥環節上演唱歌曲，並在在粉紅色笼头下穿著黑色文胸、以及穿著粉紅色亮片格子迷你裙，和黑色大腿襪。在2000年的「愛的再告白世界巡迴演唱會」上，斯皮爾斯在在一段舞蹈插曲環節之後表演歌曲，在這段插曲中，舞者展示了他們各自的動作，而屏幕上則同時出現他們的名字。斯皮爾斯穿著保守的女學生裝上台表演這首歌，並在歌曲中途將衣服撕掉，以展示競技啦啦隊的裝束。〈愛的初告白〉亦作為2001年「梦中梦巡回演唱会」安哥環節的表演歌曲。表演以斯皮爾斯於水幕上投影的巨大全息圖作開始。投影逐漸縮小，直到斯皮爾斯戴著塑料牛仔帽、藍色緊身褲和相配的胸罩上衣升到舞台上。她剛開始演唱著歌曲的謠曲風格版，直至走到達跑道的盡頭。在歌曲轉為帶有鐵克諾元素的更輕快版本時，舞台周圍亦配搭著煙火效果。
在「黑瑪瑙巡迴演唱會」的〈愛的告白〉表演後，屏幕播放了斯皮爾斯和她的朋友在夜店外的轉場影片。在她離開時，她注意到一位穿著1930年代時裝的女士。她跟隨著那位女士，並被對方邀請進入「神秘休息間」。斯皮爾斯其後穿著緊身胸衣再次回到舞台上，並表演了〈愛的初告白〉、〈愛的再告白〉，和〈你让我疯狂〉。三首歌曲皆以爵士乐和藍調的元素重新製作。她亦在一些藍調之屋處所舉行名為「M+M之巡迴演唱會」的宣傳演唱會，並在演唱會上表演了歌曲。斯皮爾斯身穿白色的戈戈舞靴、白色迷你裙和閃亮的粉紅色比基尼上衣，並演唱了這首歌的精簡版本。在「妮裳馬戲團巡迴演唱會」上，這首歌被改編成電子馬戲團表演。這是演唱會的最後一首表演歌曲，接著〈中你的毒〉的表演。斯皮爾斯和舞者表演了這首歌曲的重混版。在2011年的「蛇蠍美人巡迴演唱會」上，斯皮爾斯表演了〈愛的初告白〉和蕾哈娜〈禁忌遊戲〉（2010年）的混合曲。斯皮爾斯亦在2013年至2017年的拉斯維加斯駐唱表演「布蘭妮：破碎的我」、2017年的亞洲巡迴演唱會「布蘭妮：現場演唱會」，以及2018年的歐美巡迴演唱會「破碎的我巡迴演唱會」表演了歌曲。

## 翻唱版本、取樣和媒體使用

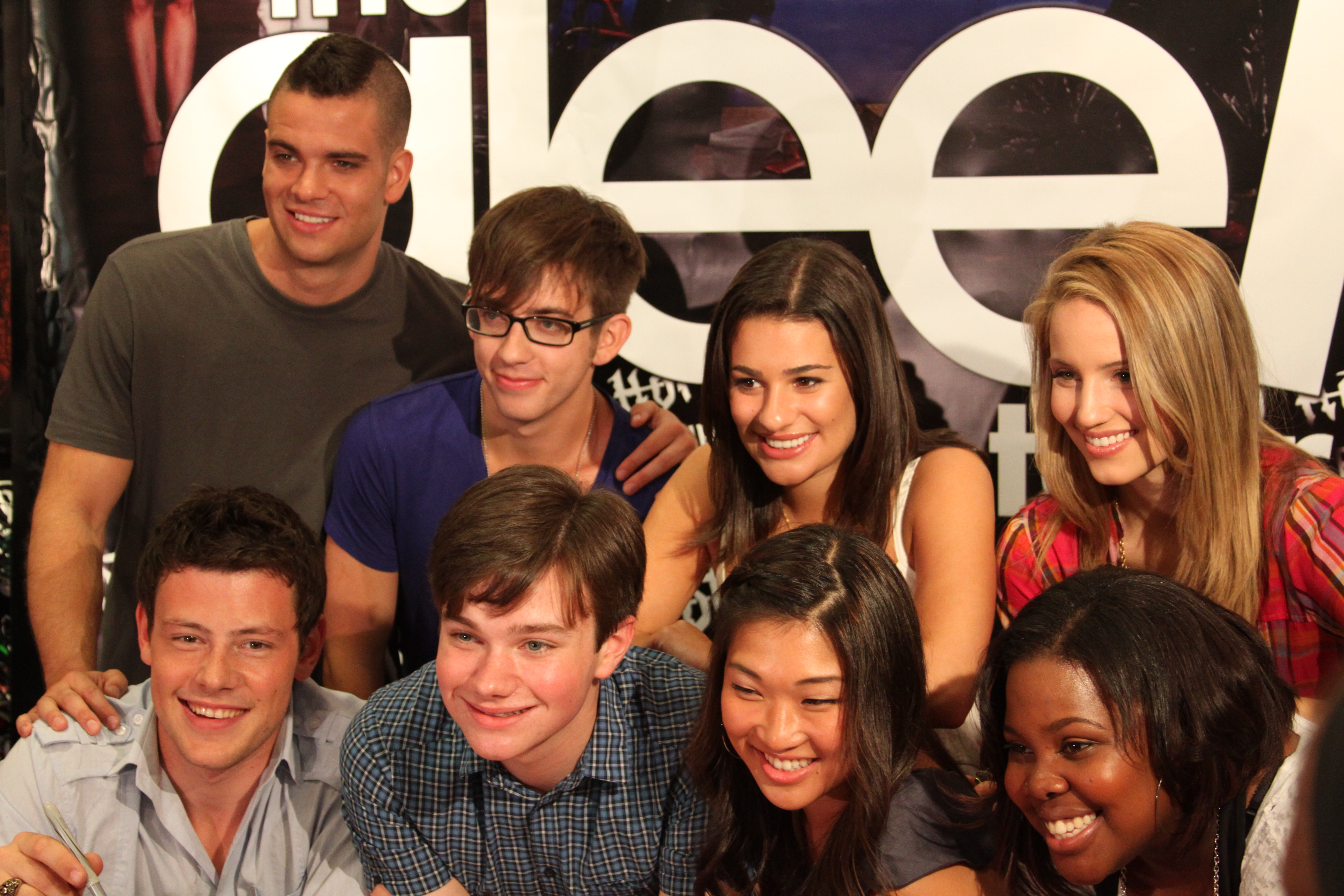
《欢乐合唱团》的演員麗婭·米歇爾在集數《布蘭妮/布里特妮》翻唱歌曲，而斯皮爾斯本人亦演出該集數

〈愛的初告白〉自推出後曾被多次翻唱。當中最早的翻唱版本來自蘇格蘭樂隊特拉维斯，他們在英格蘭北约克郡羅賓漢灣的演唱會上翻唱了歌曲。該翻唱曲其後收錄在他們的1999年單曲〈Turn〉。主音歌手弗朗·希利表示：「我們最初是為了大笑而這樣做的。（...）當我們演奏時，我的笑容諷刺地消失了。它是一首精心製作的歌曲。它（有著）那種魔力」。《衛報》指這翻唱曲展現了這隊樂隊新鮮而更「黑暗」的一面，表示：「放慢成悽楚的不適，對句『這孤独在折磨我／寶貝再打給我吧』聽起來不祥得讓人驚嘆」。PopWreckoning.com指它「也許是布蘭妮的成名催化劑中翻唱得最好的版本」。斯皮爾斯在商場購物時聽到他們的翻唱版，並說：「它感覺很奇怪。不過我很喜歡，我覺得它很酷。它有著與我（的版本）完全不同的氛圍。2005年7月，德勒斯登娃娃在擔任迪斯可癟三的夏日演唱會開場表演嘉賓時翻唱了歌曲。2006年7月18日，迪斯可癟三主音歌手布伦登·尤里聯同德勒斯登娃娃在賓夕法尼亞州匹兹堡表演了歌曲。PopWreckoning.com指他們的翻唱是「這首流行小曲的奇怪轉折。與布蘭妮女學生的絕望相比，它顯然更黑暗，實際上更受折磨」。
2009年7月13日，多莉·艾莫絲在她於加利福尼亚州奥克兰的派拉蒙劇院的「罪惡吸引力演唱會」上翻唱了歌曲。同年10月15日，克里斯·艾倫在俄亥俄州辛辛那提的斯頓天主教高中舉行的演唱會上翻唱了歌曲。他的演譯獲得正面的評價。在2005年的動畫電影《機器人歷險記》的高潮打鬥場面上，短暫而明顯地響起了歌曲。電影角色芬德穿著裙子，並忙著跟著歌曲的節拍戰鬥。雖然這部喜劇電影使用了歌曲的片段，但未有將歌曲收錄在原聲帶中。2000年，英國死亡金屬翻唱樂隊Ten Masked Men在他們的專輯《Return of the Ten Masked Men》收錄了歌曲的翻唱版。阿魅與杜威佐·扎帕的翻唱版則收錄在2000年電影《玩命摔角王》原聲帶。2003年，美國流行龐克樂隊寶齡湯樂團為電影《辣妈辣妹》的原聲帶翻唱了歌曲，並表示他們的版本「真的，真的黑暗而非常搖滾，（...）不是我們通常做的那種『流行』東西」。2005年，力量流行樂隊偉恩的噴泉樂團在他們的合輯《Out-of-State Plates》翻唱了歌曲。《村聲》的羅伯特·克里斯特高讚賞了他們的演譯，並指這首歌「有如（偉恩的噴泉樂團）任何巔峰時刻一樣令人陶醉和動人」。
在《欢乐合唱团》的2010年集數《布蘭妮／布里特妮》中，麗婭·米歇爾演出的角色瑞秋·貝瑞以類似〈愛的初告白〉音樂錄影帶的打扮翻唱了歌曲。斯皮爾斯亦友情客串該集數，模仿庫洛塔在音樂錄影帶的老師角色。2011年12月，同劇演員達倫·克里斯亦在特雷弗專案和伊麗莎白格拉澤兒科愛滋病基金會的活動「Sing Out, Raise Hope」上演唱了〈愛的初告白〉和〈致愛麗絲〉混合曲。2012年，英國歌手紅髮艾德在NOW 100.5 FM電台上演唱了歌曲的原音樂版。他在翌年的《埃爾維斯·杜蘭Z100晨間秀》再次翻唱了歌曲，並加入了饒舌段落。女演員赛琳娜·戈麦斯、凡妮莎·哈金斯、艾希莉·班森和瑞秋·柯琳在赫蒙利·柯尼納的電影《狂野青春》也翻唱了歌曲。瑞典歌手朵薇·史堤凱在2015年7月24日推出了歌曲的翻唱版。查莉·XCX和特洛伊·希文在合作單曲〈1999〉中引用了歌曲。安-瑪莉亦同樣在她的單曲〈2002〉引用了歌曲。她亦在同曲的音樂錄影帶向斯皮爾斯致敬。他們的歌曲均在2018年推出。2020年，意大利交響死亡金屬樂隊血肉神啟示錄在他們的單曲〈No〉中向歌曲致敬，在接近尾聲時以修改過的歌詞略微插值了副歌音符和旋律。
在情景喜劇《爆笑超市》第四季的第二集《迎嬰聚會》中，其中一個主角的迎嬰聚會開場場面上使用了歌曲。2021年電影《殺手保鑣2》的預告片也使用了歌曲。2022年，墨西哥Netflix電視劇《青春叛逆歌》使用了歌曲的改編版本，由巴西女演員喬凡娜·格里吉歐和墨西哥演員亞歷杭德羅·普恩特翻唱。歌曲其後收錄在2022年1月5日發行的劇集原聲帶，由墨西哥索尼音樂負責發行。
2024年《功夫熊貓4》的片尾曲采用了该曲的頑強的D翻唱版。

## 地位
2020年，《滾石》在排名史上最偉大百大出道單曲列表時，將歌曲排在列表第1位。2021年，該雜誌在更新滚石杂志五百大歌曲列表時，將歌曲排在列表的第205位。《Billboard》的羅伯特·凱利指出斯皮爾斯在歌曲中「性感而忸怩」的嗓音「開啟了流行聲樂風格的新時代，影響了無數後來的藝術家」。2000年，《滾石》和MTV在聯合排名的1963年起最偉大流行歌曲列表時，將歌曲排在列表第25位。《Blender》亦將歌曲排在自你出生後五百大最偉大歌曲列表的第9位。VH1則把歌曲排在1990年代最佳歌曲的第2位，並在2003年排名的過去25年百佳歌曲列表中，將歌曲排在第1位。在Jam!舉行的一項民意調查中，歌曲的音樂錄影帶被票選為流行音樂史上第三大最具影響力的宣傳作品。〈愛的初告白〉是史上最暢銷的單曲之一，在全球售出超過1,000萬張銷量，並為斯皮爾斯帶來她首個葛萊美獎最佳流行女歌手獎項提名。2005年4月，英國電視經營商独立电视网播映名為《寶貝再電我一下》的電視節目，並由維榮·凱擔任主持人。節目讓1980年代成名的一片歌手以演唱他們的熱門歌曲和翻唱當代人氣歌曲互相競爭，並由觀眾投票選出最喜愛的參賽者。節目的美國版其後在同年由全国广播公司播映，並同樣由凱擔任主持人。2012年，由官方榜单公司和独立电视网發起的史上全國最受歡迎冠軍單曲調查中，〈愛的初告白〉被評為英國最喜愛單曲的第7位。2021年，《Billboard》和《美國詞曲作家》均在排名布蘭妮·斯皮爾斯最偉大歌曲列表時，將歌曲排在第2位。
斯皮爾斯被認為作為克莉絲汀·阿奎萊拉、潔西卡·辛普森和曼迪·穆尔幾位青少年流行明星的帶領者，她們都在1999年取得榜單成功而被冠以「流行公主」的稱號。她們四位都在1998年起製作素材，但〈愛的初告白〉於12月改變了市場，被認為幫助其他三位歌手打開大門。《滾石》指斯皮爾斯「引領了後千禧年青少年流行音樂的堀起...斯皮爾斯在早期便作為結合純真和經驗的拓荒者，從而創造大量財富」。《觀察家報》的芭芭拉·艾倫報導稱：「眾所周知，斯皮爾斯是流行樂史上『最年長』的青少年之一，有著近乎中年人的關注和毅力上。很多19歲的人根本還沒踏入工作的年齡，而作為米老鼠俱樂部前任成員的布蘭妮，成為美國最不尋常和最不穩定的現象－一個有著全職生涯的孩子。當其他小女孩在牆上貼海報時，布蘭妮想成為牆上貼著的海報。當其他孩子以自己的步調發展時，布蘭妮正在按照由競爭激烈的美國娛樂產業所設定的步調發展」。
《Pitchfork》的斯科特·普拉根霍夫指出：「涅槃乐队的〈Smells Like Teen Spirit〉、Dr. Dre的〈Nothing But a G Thang〉和布蘭妮·斯皮爾斯的〈愛的初告白〉等歌曲之所以能夠如此迅速改變流行音樂的面貌文化，很大程度上是因為它們通過MTV同時傳播到美國的各個角落。（...）MTV當時將歌曲和音樂家搬上流行音樂談話層面的能力是無與倫比的，已到了20世紀末的時候，更是讓音樂錄影帶的資金和創意投入提升至荒誕的水平」。《PopMatters》的作家埃文·索迪表示斯皮爾斯對這首歌的音樂錄影帶構想是她迅速獲得成功的原因，指這位歌手「獲得了巨大的冠軍單曲，並無意中開啟了90年代後期的青少年流行熱潮，以及為自己創造出既對孩子友好，而又純粹的男性幻想公眾形象。她的錄影帶能夠同時在MTV和迪士尼頻道播映，展示了斯皮爾斯（和她的公關處理人員大軍）如何成功行走在適合家庭的流行偶像，以及毫不掩飾的性對象之間的細微分界線。

### 榮譽
| 獎項                              | 年分   | 類別                                             | 結果 | 來源    |
| --------------------------------- | ------ | ------------------------------------------------ | ---- | ------- |
| 澳大利亞表演權協會音樂獎          | 2000年 | 最廣泛演出外國作品                               | 提名 | [ 132 ] |
| 《Billboard》音樂獎               | 1999年 | 年度女性歌手單曲                                 | 獲獎 | [ 133 ] |
| 葛萊美獎                          | 2000年 | 最佳流行女歌手                                   | 提名 | [ 134 ] |
| 《吉尼斯世界纪录》                | 2000年 | 青少年女性個人歌手最快獲得最多英國單曲榜冠軍單曲 | 獲獎 | [ 135 ] |
| 印度尼西亞音樂選擇獎              | 1999年 | 最佳流行歌曲                                     | 獲獎 | [ 136 ] |
| 印度尼西亞音樂選擇獎              | 1999年 | 最佳歌曲                                         | 提名 | [ 136 ] |
| 印度尼西亞音樂選擇獎              | 1999年 | 最佳音樂錄影帶                                   | 獲獎 | [ 136 ] |
| M6獎                              | 1999年 | 最佳歌曲                                         | 獲獎 | [ 137 ] |
| 瘋狂三月音樂獎                    | 2014年 | 現代時期最偉大流行歌曲                           | 獲獎 | [ 138 ] |
| MTV歐洲音樂大獎                   | 1999年 | 最佳歌曲                                         | 獲獎 | [ 139 ] |
| MTV歐洲音樂大獎                   | 1999年 | 最佳流行歌手                                     | 獲獎 | [ 139 ] |
| MTV音樂錄影帶大獎                 | 1999年 | 最佳流行音樂錄影帶                               | 提名 | [ 140 ] |
| MTV音樂錄影帶大獎                 | 1999年 | 最佳編舞音樂錄影帶                               | 提名 | [ 140 ] |
| MTV音樂錄影帶大獎                 | 1999年 | 最佳女歌手音樂錄影帶                             | 提名 | [ 140 ] |
| MTV音樂錄影帶大獎                 | 1999年 | 国际观众选择奖                                   | 提名 | [ 140 ] |
| 《Now That's What I Call Music!》 | 2018年 | NOW時期最佳歌曲（1983年－2018年）                | 獲獎 | [ 141 ] |
| 《Now That's What I Call Music!》 | 2018年 | 90年代最佳歌曲                                   | 獲獎 | [ 141 ] |
| 電台音樂獎                        | 1999年 | 年度歌曲：當代熱門電台／熱門成人當代歌曲         | 提名 | [ 142 ] |
| 青少年选择奖                      | 1999年 | 票選單曲                                         | 獲獎 | [ 143 ] |
| 青少年选择奖                      | 1999年 | 票選音樂錄影帶                                   | 提名 | [ 143 ] |
| 年度唱片                          | 1999年 | 年度唱片                                         | 獲獎 | [ 144 ] |
| 《TRL》獎                         | 2007年 | 史上最具影響力錄影帶                             | 獲獎 | [ 145 ] |

## 曲目列表
| - 法國CD單曲、美國與英國卡式錄音帶單曲 1. "...Baby One More Time" – 3:30 2. "Autumn Goodbye" – 3:41 - 澳洲加大CD單曲 1. "...Baby One More Time" (Radio Version) – 3:30 2. "...Baby One More Time" (Instrumental) – 3:30 3. "Autumn Goodbye" – 3:41 4. "...Baby One More Time" (Davidson Ospina Club Mix) – 5:40 5. "...Baby One More Time" (Video) - 歐洲加大CD單曲 1. "...Baby One More Time" (Radio Version) – 3:30 2. "...Baby One More Time" (Instrumental) – 3:30 3. "Autumn Goodbye" – 3:41 4. "...Baby One More Time" (Davidson Ospina Club Mix) – 5:40 5. "Britney's Spoken Introduction" (Video) – 0:14 6. "No Doubt (Snippet)" (Video) – 1:15 - 巴西和馬來西亞加大CD單曲 1. "...Baby One More Time" (Radio Version) – 3:30 2. "...Baby One More Time" (Instrumental) – 3:30 3. "Autumn Goodbye" – 3:41 4. "...Baby One More Time" (Davidson Ospina Club Mix) – 5:40 - 美國加大CD單曲 1. "...Baby One More Time" (Radio Version) – 3:30 2. "Autumn Goodbye" – 3:41 3. "No Doubt (Preview)" 4. "...Baby One More Time (Choreography Rehearsal)" (Video) 5. "No Doubt" (Video) | - 英國加大CD單曲1，以色列加大CD單曲 1. "...Baby One More Time" (Original Version) – 3:30 2. "...Baby One More Time" (Sharp Platinum Vocal Remix) – 8:11 3. "...Baby One More Time" (Davidson Ospina Club Mix) – 5:40 - 英國加大CD單曲2 1. "...Baby One More Time" (Radio Version) – 3:30 2. "...Baby One More Time" (Instrumental) – 3:30 3. "Autumn Goodbye" – 3:41 - 澳洲卡式錄音帶單曲 1. "...Baby One More Time" (Original Version) – 3:30 2. "...Baby One More Time" (Davidson Ospina Club Mix) – 5:40 - 12吋黑膠唱片 1. "...Baby One More Time" (Davidson Ospina Club Mix) – 5:40 2. "...Baby One More Time" (Davidson Ospina Chronicles Dub) – 6:30 3. "...Baby One More Time" (LP Version) – 3:30 4. "...Baby One More Time" (Sharp Platinum Vocal Remix) – 8:11 5. "...Baby One More Time" (Sharp Trade Dub) – 6:50 - 線上下載－Digital 45 1. "...Baby One More Time" – 3:31 2. "Autumn Goodbye" – 3:41 |

## 制作群
〈爱的初告白〉和〈秋日告别〉的資料来自单曲内页。

| 爱的初告白 - 布蘭妮·斯皮爾斯 – 主唱与和聲 - 马克斯·马丁 – 词曲创作、制作、录音、混音与和聲 - 拉米·雅各布 – 制作、录音、混音 - 丹尼斯·帕普 - 執行制作 - 娜娜·赫丁 – 和聲 - 托馬斯·林德伯格 – 電貝斯 - 約翰·卡爾伯格 – 吉他 - 湯姆·科因 – 母带處理 | 秋日告别 - 布蘭妮·斯皮爾斯 – 主唱与和聲 - 埃里克·福斯特·懷特– 词曲创作、制作、混音、伴奏 - 妮基·格雷格羅夫 – 和聲 - 湯姆·科因 – 母带處理 |

## 榜單排名
| 榜單（1998年－1999年）               | 最高 位置 |
| ------------------------------------ | --------- |
| 澳大利亚（澳大利亚唱片业协会單曲榜） | 1         |
| 奥地利（Ö3四十强单曲榜）             | 1         |
| 比利时佛兰德（Ultratop五十强单曲榜） | 1         |
| 比利时瓦隆（Ultratop五十强单曲榜）   | 1         |
| 加拿大（《RPM》热门单曲榜）          | 1         |
| 加拿大（《RPM》成人當代榜）          | 4         |
| 加拿大（《RPM》舞曲/城市榜）         | 2         |
| 哥斯達黎加（Notimex）                | 5         |
| 丹麥（Tracklisten）                  | 1         |
| 歐洲（European Hot 100 Singles）     | 1         |
| 歐洲（Music & Media Radio Top 50）   | 1         |
| 薩爾瓦多（Notimex）                  | 1         |
| 芬兰（芬蘭官方單曲榜）               | 1         |
| 法国（法國唱片出版業公會單曲榜）     | 1         |
| 法國（法國唱片出版業公會電台榜）     | 1         |
| 德国（德國官方單曲榜）               | 1         |
| 希臘（IFPI）                         | 1         |
| 洪都拉斯（Notimex）                  | 4         |
| 匈牙利（MAHASZ）                     | 4         |
| 冰島（Íslenski Listinn Topp 40）     | 11        |
| 愛爾蘭（愛爾蘭唱片音樂協會单曲榜）   | 1         |
| 意大利（《Musica e dischi》）        | 1         |
| 意大利（Music & Media電台榜）        | 1         |
| 荷兰（荷蘭四十強單曲榜）             | 1         |
| 荷兰（百强单曲榜）                   | 1         |
| 新西兰（新西兰唱片音乐协会单曲榜）   | 1         |
| 挪威（世道單曲榜）                   | 1         |
| 波多黎各（Notimex）                  | 5         |
| 波蘭（《Music & Media》）            | 9         |
| 蘇格蘭（官方榜单公司單曲榜）         | 1         |
| 瑞典（瑞典最熱榜）                   | 1         |
| 瑞士（瑞士热门音乐榜）               | 1         |
| 英國（官方榜单公司單曲榜）           | 1         |
| 英國（官方榜单公司獨立榜）           | 1         |
| 美国（《告示牌》百大單曲榜）         | 1         |
| 美國（《告示牌》Adult Pop Airplay）  | 25        |
| 美國（《告示牌》Pop Airplay）        | 1         |
| 美國（《告示牌》Rhythmic Songs）     | 10        |

| 榜單（2023年）                 | 最高 位置 |
| ------------------------------ | --------- |
| 波蘭（Polish Airplay Top 100） | 94        |

| 榜單（1999年）                       | 位置 |
| ------------------------------------ | ---- |
| 澳大利亞（澳大利亞唱片業協會單曲榜） | 2    |
| 奧地利（Ö3四十強單曲榜）             | 3    |
| 比利時佛蘭德（Ultratop五十強單曲榜） | 1    |
| 比利時瓦隆（Ultratop五十強單曲榜）   | 1    |
| 加拿大（《RPM》熱門單曲榜）          | 19   |
| 加拿大（《RPM》成人當代榜）          | 39   |
| 加拿大（《RPM》舞曲/城市榜）         | 21   |
| 歐洲（European Hot 100 Singles）     | 3    |
| 歐洲（European Radio Top 100）       | 1    |
| 法國（法國唱片出版業公會單曲榜）     | 7    |
| 德國（德國官方單曲榜）               | 3    |
| 荷蘭（荷蘭四十強單曲榜）             | 3    |
| 荷蘭（百強單曲榜）                   | 3    |
| 新西蘭（新西蘭官方音樂榜）           | 12   |
| 羅馬尼亞（Romanian Top 100）         | 2    |
| 瑞典（瑞典最熱榜）                   | 8    |
| 瑞士（瑞士熱門音樂榜）               | 3    |
| 英國（官方榜單公司單曲榜）           | 1    |
| 英國（《Music Week》電台榜）         | 3    |
| 英國（《Music Week》流行榜）         | 15   |
| 美國（Billboard Hot 100）            | 5    |
| 美國（《告示牌》Adult Top 40）       | 60   |
| 美國（《告示牌》Mainstream Top 40）  | 3    |
| 美國（《告示牌》Rhythmic Songs）     | 34   |

| 榜單（1990年－1999年）               | 位置 |
| ------------------------------------ | ---- |
| 奧地利（Ö3四十強單曲榜）             | 59   |
| 比利時佛蘭德（Ultratop五十強單曲榜） | 28   |
| 加拿大（Nielsen SoundScan）          | 75   |
| 荷蘭（荷蘭四十強單曲榜）             | 13   |
| 英國（官方榜單公司單曲榜）           | 8    |
| 美國（Billboard Hot 100）            | 78   |

| 榜單                                | 位置 |
| ----------------------------------- | ---- |
| 英國（官方榜單公司單曲榜）          | 33   |
| 美國（《告示牌》Mainstream Top 40） | 25   |

## 認證與銷量
| 地區                                                       | 认证    | 认证单位/销量 |
| ---------------------------------------------------------- | ------- | ------------- |
| 澳大利亚（澳大利亚唱片业协会）                             | 3× 白金 | 210,000^      |
| 奥地利（國際唱片業協會奧地利分會）                         | 白金    | 50,000*       |
| 比利时（比利時唱片音樂協會）                               | 3× 白金 | 150,000*      |
| 丹麦（國際唱片業協會丹麥分會）                             | 金      | 45,000‡       |
| 法国（法國唱片出版業公會）                                 | 白金    | 500,000*      |
| 德国（聯邦音樂產業協會）                                   | 3× 金   | 750,000^      |
| 意大利（意大利音乐产业联盟）                               | 金      | 25,000‡       |
| 荷兰（荷蘭音像製品製作與進口協會）                         | 白金    | 75,000^       |
| 新西兰（新西兰唱片音乐协会）                               | 白金    | 10,000*       |
| 挪威（國際唱片業協會挪威分会）                             | 2× 白金 |               |
| 葡萄牙（葡萄牙唱片業協會）                                 | 金      | 20,000‡       |
| 瑞典（瑞典唱片業協會）                                     | 白金    | 30,000^       |
| 瑞士（國際唱片業協會瑞士分会）                             | 白金    | 50,000^       |
| 英国（英国唱片业协会）                                     | 3× 白金 | 2,000,000     |
| 美国（美國唱片業協會）                                     | 白金    | 1,923,000     |
| 總計                                                       |         |               |
| 全球                                                       | —       | 10,000,000    |
| *僅含認證的實際銷量 ^僅含認證的出貨量 ‡僅含認證的+實際銷量 |         |               |

## 發行歷史
| 地區 | 日期           | 形式                                                         | 廠牌        | 來源    |
| ---- | -------------- | ------------------------------------------------------------ | ----------- | ------- |
| 美國 | 1998年9月28日  | 當代流行電台 當代節奏電台 （ 英语 ： Rhythmic contemporary）                      | Jive        | [ 32 ]  |
| 美國 | 1998年10月23日 | 12吋黑膠唱片 （ 英语 ： Twelve-inch single） 卡式錄音帶 （ 英语 ： Cassette single） 加大單曲 | Jive        | [ 226 ] |
| 澳洲 | 1999年1月11日  | 加大單曲                                                     | 節慶蘑菇    | [ 146 ] |
| 德國 | 1999年2月15日  | 加大單曲                                                     | 博德曼      | [ 227 ] |
| 英國 | 1999年2月15日  | 卡式錄音帶 雙CD加大單曲                                      | Rough Trade | [ 228 ] |
| 法國 | 1999年3月23日  | CD                                                           | 維京        | [ 229 ] |

### 書籍
- Gaines, Ann. . Mitchell Lane Publishers. 1999. ISBN 978-1-58415-060-2.
- Hughes, Mark. . Penguin Group（英语：Penguin Group）. 2005. ISBN 978-1-59184-092-3.
- Knopper, Steve. . Simon and Schuster. 2009. ISBN 978-1-4165-5215-4.
- Mitchell, Claudia; Reid-Walsh, Jacqueline. . ABC-CLIO. 2008. ISBN 978-0-313-33909-7.
- Oxoby, Marc. . Greenwood Publishing Group. 2003. ISBN 978-0-313-31615-9.